# Ausztriai Katalin portugál királyné
Ausztriai Katalin (spanyolul: Catalina de Austria, portugálul: Catarina de Áustria; Torquemada, Kasztília, 1507. január 14. – Lisszabon, Portugália, 1578. február 12.), III. János portugál király feleségeként Portugália és az Algarvék királynéja 1525-től férje 1557-ben bekövetkezett haláláig. Ezt követően az ország régense volt kiskorú unokája, Sebestyén király mellett 1562-ig. Katalin királyné ismert műgyűjtő is volt, a korabeli Európa egyik legjelentősebb gyűjteményét halmozta fel, amely számos különlegesség mellett jelentős drágakövekből és kínai porcelánokból állt.

## Életrajza

### Ifjúkora

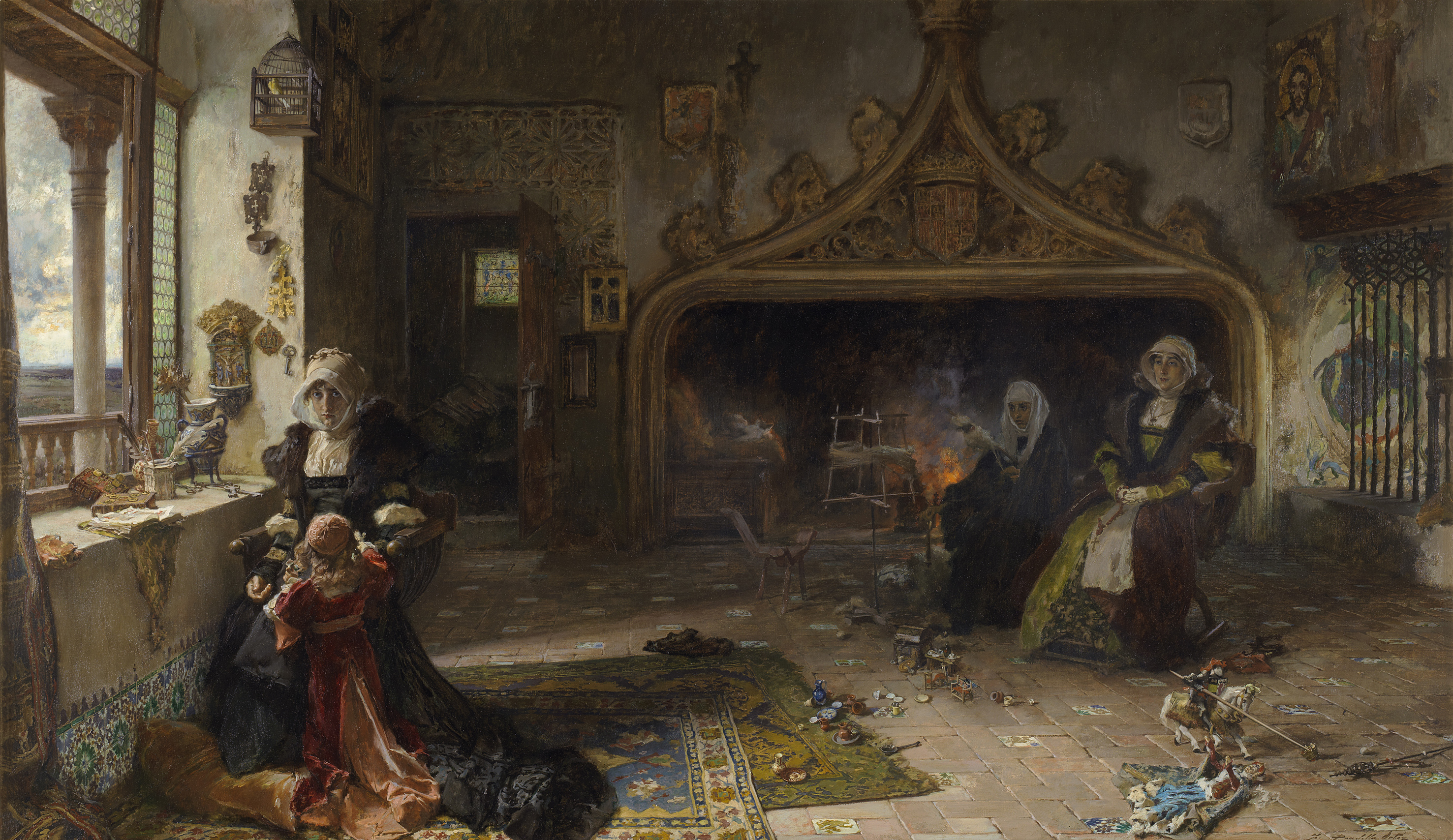
Őrölt Johanna királynő raboskodik leányával, Katalinnal a tordesillasi királyi Szent Klára-kolostorban Francisco Pradilla Ortiz 1906-os festményén (Madridi Nemzeti Múzeum)

Katalin posztumusz született 1507. január 14-én, apja 1506. szeptember 25-én bekövetkezett halálát követően több mint négy hónappal Torquemada városában, Kasztíliában. Ő volt I. Fülöp kasztíliai király és Johanna királynő hatodik, legkisebb gyermeke, egyben negyedik leánya. Nevét anyai nagynénje, Aragóniai Katalin angol királyné tiszteletére kapta. Születésekor megillette őt a kasztíliai infánsnői és az osztrák főhercegnői titulus egyaránt.
Vele ellentétben mind az öt tervére a burgundi Németalföldön született és atyai nagynénjük, Ausztriai Margit felügyelete alatt nevelkedett. Katalin volt az egyetlen, aki édesanyja, az őrültnek nyilvánított, így a hatalomból kizárt és a tordesillasi királyi Szent Klára-kolostorba bezárt Johanna királynő mellett nőtt fel. A valódi hatalmat nagybátyja, az időközben társuralkodónak kikiáltott Károly, valamint nagyapja, a régensi rangban kormányzó II. Ferdinánd aragóniai király gyakorolta. Tordesillasban Katalin és Johanna szigorú felügyelet alatt, királyi bánásmód nélkül élt. Amikor eljött az ideje, hogy Katalin megházasodjon, kivonták a gyámság alól, amit azonban édesanyjának továbbra is viselnie kellett egészen 1555. április 12-én bekövetkezett haláláig.

### Portugália királynéjaként

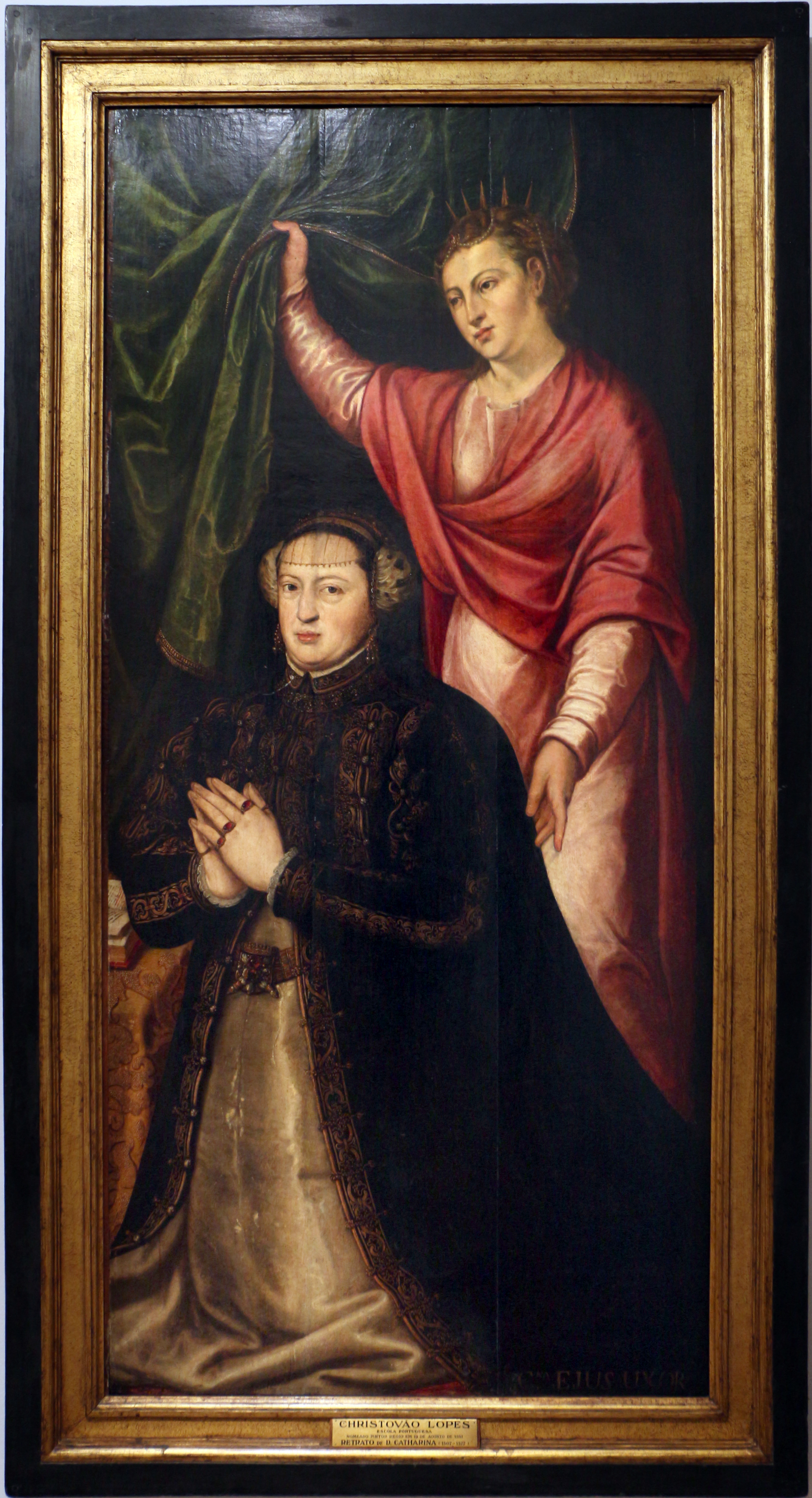
Ausztriai Katalin királyné (balra) névrokonával, Alexandriai Szent Katalinnal (jobbra) ábrázolva (Nemzeti Ókori Művészeti Múzeum, Lisszabon)

Tizennyolc esztendős korában, 1525. február 10-én összeházasították első-unokatesvérével, III. János portugál királlyal. János ekkor már több mint három éve viselte a portugál koronát atyja, I. Mánuel örököseként. János anyja, Aragóniai Mária királyné egyben Katalin anyai nagynénje is volt, innen származott a házasok közeli rokoni viszonya. Az évek alatt a királyi párnak összesen kilenc gyermeke született, de csak ketten, az 1527-ben született Mária Manuéla infánsnő és az 1537-ben született János Mánuel trónörökös érték meg a felnőttkort.
Katalin királyné számára kiemelkedően fontos volt gyermekei oktatása. Hatalmas könyvtárat halmozott fel, egyúttal több korabeli női humanistát is az udvarba vonzott, köztük Joana Vazt és Públia Hortênsia de Castrót, valamint Luisa Sigea de Velasco költőnőt is. Az ő feladatuk volt leányának, Mária Manuéla infánsnőnek, valamint unokahúgának, Mária, Viseu hercegnőjének oktatása.
Fia, a trónörökös 1554-ben betegség következtében elhunyt. Két évvel korábban, 1552-ben a herceg megházasodott: a nála két évvel idősebb, akkor tizenhat esztendős Ausztriai Johannát vette feleségül. Amikor 1557. június 11-én elhunyt III. János király, a portugál korona a már korábban elhunyt trónörökösherceg egyetlen fiára, Sebestyén infánsra szállt. Az újdonsült kiskorú király mellett Katalin lett a régens, amit menye – egyben unokahúga – megkérdőjelezett. A konfliktust végül a leány apja, Katalin testvére, a lemondott V. Károly német-római császár rendezte el: Johannát a spanyol udvarba hívta, hogy fivére, II. Fülöp spanyol király birodalmának kormányzója legyen annak távollétében. Ezzel férje halálától számítva Katalin volt a Portugál Királyság régense 1562-ig, amikor is átadta a szerepet sógorának, Henrik bíboros-érseknek.

## Gyermekei
|    | Gyermeke               | Született         | Elhunyt           | Megjegyzés |
| -- | ---------------------- | ----------------- | ----------------- | --- |
| 1. | Alfonz infáns          | 1526. február 24. | április 12.       | Portugália hercege, a királyi pár elsőszülött fia. Nem egész két hónappal születését követően elhunyt.                                                                                          |
| 2. | Mária Manuéla infánsnő | 1527. október 15. | 1545. július 12.  | Testvérét követően Portugália hercegnője és a portugál trón örököse volt. 1527-ben házasodott össze unokatestvérével, Fülöp infánssal, akitől egy fia született, Károly, Asztúria hercege.      |
| 3. | Izabella infánsnő      | 1529. április 28. | 1530. május 22.   | Egy éves korában életét vesztette. |
| 4. | Beatrix infánsnő       | 1530. február 15. | március 16.       | Szülei negyedik gyermeke és harmadik leánya, aki négy hetes korában elhunyt. |
| 5. | Mánuel infáns          | 1531. november 1. | 1537. április 14. | Születésével ő lett az ország örököse, ám öt esztendősen életét vesztette. |
| 6. | Fülöp infáns           | 1533. március 25. | 1539. április 29. | Fivére halálával átvette a trónörökösi státuszt, ám mindössze hat éves korában ő is elhunyt. |
| 7. | Dénes infáns           | 1535. április 6.  | 1537. január 1.   | Kisgyermekként meghalt. |
| 8. | János Mánuel infáns    | 1537. június 3.   | 1554. január 2.   | Fülöp testvére halála után trónörökös lett. Nővéréhez hasonlóan első-unokatestvérével, Ausztriai Johannával házasodott össze, akitől egy fia, a későbbi I. Sebestyén portugál király született. |
| 9. | Antal infáns           | 1539. március 9.  | 1540. január 20.  | Szülei legkisebb gyermeke, aki tíz hónapos korában elhunyt. |